# اهداف مالی
اهداف مالی (انگلیسی: Financial goal) یا هدف مالی، برای یک شرکت یا واحد تجاری سود محور، مهمترین هدف استراتژیک، بهینه کردن پول یا ثروت مالکان شرکت موردنظر می‌باشد. به عبارت دیگر فرض می‌شود که هدف شرکت، حداکثرسازی ثروت سهامداران است. در عمل این هدف به این صورت تفسیر می‌شود؛ دستیابی به حداکثر سود ممکن، همگام با برآورده کردن نیازهای ذینفعان مختلف یک واحد تجاری.